# Ruisseau de la Roche (affluent de l'Alagnon)
Pour les articles homonymes, voir Ruisseau de la Roche et Roche (homonymie).
Le ruisseau de la Roche est un ruisseau français qui coule dans les départements du Puy-de-Dôme et de la Haute-Loire. Il prend sa source dans les monts du Cézallier et se jette dans l’Alagnon en rive gauche. C’est donc un sous-affluent de l’Allier puis de la Loire.

## Géographie
La source du ruisseau se trouve à l'est des monts du Cézallier, sur la commune d'Apchat. Il s'agit d'un lac situé sur un plateau à 822 mètres d'altitude. Le ruisseau porte d'abord le nom de « ruisseau de la Ribeyre ». Il s'oriente dans un premier temps vers le sud, passe à proximité du village de Perpezat puis il oblique à l'est. Il contourne la montagne du Caure et prend le nom de « ruisseau de la Roche » après être passé dans le hameau du même nom. Il s'enfonce ensuite dans de profondes gorges. Il reçoit l'apport du ruisseau du Besse peu avant sa confluence avec l'Alagnon en rive gauche à 462 mètres d'altitude. L'endroit se trouve aux pieds du château de Léotoing.

## Affluents
La Roche compte deux affluents référencés dont :
- Le ruisseau de Besse

## Communes traversées
D'amont en aval, le ruisseau traverse les communes suivantes, situées dans les départements du Puy-de-Dôme et de la Haute-Loire :
- Apchat
- Torsiac
- Saint-Gervazy
- Léotoing